# Saison 1 de SMILF
Chronologie
Saison 2
Cet article présente le guide des épisodes de la première saison de la série télévisée américaine SMILF.

## Distribution

### Acteurs principaux
- Frankie Shaw (VF : Ingrid Donnadieu) : Bridgette
- Miguel Gomez : Rafi, ancien petit ami de Bridgette et père de Larry
- Samara Weaving : Nelson Rose, petite amie de Rafi
- Rosie O'Donnell (VF : Brigitte Virtudes) : Tutu, mère de Bridgette
- Anna et Alexandra Reimer : Larry, fils de Bridgette et Rafi
- Raven Goodwin : Eliza, amie puis colocataire de Bridgette

### Acteurs récurrents
- Connie Britton : Ally

## Liste des épisodes

### Épisode 1:Une boîte de dunkin' donuts & deux giclées de sirop d'érable
- États-Unis : 5 novembre 2017 sur Showtime
- France : 23 janvier 2018 sur Canal+ Séries
- Québec : 28 mars 2018 sur Super Écran[1]

- États-Unis : 786 000 téléspectateurs[2]

Bridgette est une jeune mère célibataire. Au début de cet épisode, elle flirte avec un homme sur le terrain de basket. Celui-ci semble avoir envie de sortir avec elle jusqu'au moment où il comprend que le petit garçon dans une poussette est son fils. 
Bridgette semble obsédée par la taille de son vagin depuis qu'elle a accouché. Pour subvenir à ses besoins et à ceux de son fils Larry, Bridgette donne des cours particuliers aux enfants d'une riche cliente (Ally). 
Chaque soir, Rafi (le père de Larry) vient l'aider à coucher son fils. Rafi est un ex alcoolique, sobre depuis un an. Bridgette rencontre Nelson, la nouvelle petite amie de Rafi, une journaliste sportive. Elle se rend compte que Nelson a déjà rencontré Larry sans qu'elle le sache.
Bridgette semble également accro au sexe (seule) et à la nourriture. La nuit elle va à la supérette la plus proche en courant pour s'acheter des chips et des donuts. Elle n'a pas assez d'argent pour payer mais Jesse, un copain qui se trouvait là règle la note pour elle. Elle l'invite chez elle pour avoir une relation sexuelle mais il perd ses moyens quand il se rend compte que Larry dort juste à côté. Il la rassure néanmoins sur son vagin.
Bridgette est déprimée, elle se met à nettoyer son appartement de fond en comble.

### Épisode 2:1800 filet-o-fish & un Coca light
- États-Unis : 12 novembre 2017 sur Showtime
- France : 23 janvier 2018 sur Canal+ Séries
- Québec : 4 avril 2018 sur Super Écran

- États-Unis : 547 000 téléspectateurs[3]

Au supermarché, Tutu croit voir Edmond, l'ex qu'elle a quitté pour le père de Bridgette. Bridgette souhaite que sa mère achète une tablette éducative à 400 dollars à Larry, mais Tutu refuse. Lors d'une réunion d'addicts à la nourriture Bridgette rechigne à faire la prière de la fin. 
Bridgette doit emmener Larry aux urgences car il a des boutons inquiétants sur le front. Comme elle doit aller travailler, elle appelle Rafi et Nelson pour la remplacer aux urgences. Rafi est ennuyé car il a une réunion des alcooliques anonymes prévue. Il se dispute avec Bridgette qui souhaite faire vacciner Larry alors que lui est contre. 

### Épisode 3:Un demi-gâteau et un granité à la framboise bleue
- États-Unis : 19 novembre 2017 sur Showtime
- France : 23 janvier 2018 sur Canal+ Séries
- Québec : 11 avril 2018 sur Super Écran

- États-Unis : 476 000 téléspectateurs[4]

### Épisode 4:Une pizza & un shot d'eau bénite
- États-Unis : 26 novembre 2017 sur Showtime
- France : 30 janvier 2018 sur Canal+ Séries
- Québec : 18 avril 2018 sur Super Écran

- États-Unis : 516 000 téléspectateurs[5] (première diffusion)

### Épisode 5:Cours, Bridgette, cours
- États-Unis : 3 décembre 2017 sur Showtime
- France : 30 janvier 2018 sur Canal+ Séries
- Québec : 25 avril 2018 sur Super Écran

- États-Unis : 529 000 téléspectateurs[6] (première diffusion)

Épisode en hommage au film "Cours Lola cours" en quatre parties. Le point de départ est que Larry ne retrouve pas sa peluche panda. Bridgette doit la trouver car c'est la seule chose que Larry emporte partout. Les trois premières parties sont délirantes et sans doute imaginaires. On y voit Bridgette traverser toute la ville en courant à la façon de Franka Potente. Ally lui proposera une soirée pyjama entre adultes avec "Monsieur son mari", Eliza et sa sœur Régina prendront des champignons hallucinogènes avec elle, et elle participera à une thérapie non-violente avec Rafi et Nelson. À chaque fois l'un d'entre eux finira percuté par une voiture.

### Épisode 6:Pudding au chocolat & 5 litres de boisson énergisante
- États-Unis : 10 décembre 2017 sur Showtime
- France : 30 janvier 2018 sur Canal+ Séries
- Québec : 2 mai 2018 sur Super Écran

- États-Unis : 575 000 téléspectateurs[7] (première diffusion)

Le début de l'épisode retrace l'histoire du basketball. Bridgette reçoit un courrier de la WNBA pour participer aux sélections pour l'équipe nationale. De son côté Regina commence à ne plus supporter la colocation avec Bridgette et Larry. La mère de Rafi l'appelle à la rescousse car son compagnon va la quitter et elle a besoin d'aide pour virer ses affaires. Tutu refuse de s'occuper de Larry car elle a retrouvé Edmond et a pris rendez-vous à son cabinet (il est dentiste). Alors que Bridgette est sur le point d'aller aux sélections, elle est appelée à l'aide par Ally, qui a fait un ravalement total de son corps et ne peut plus bouger. Bridgette promet de revenir plus tard.
Aux essais Bridgette est à fond mais elle s'aperçoit qu'elle n'a pas le niveau, ce que lui confirme le sélectionneur. Au cabinet dentaire, Tutu couche avec Edmond qui est marié depuis vingt-cinq ans. Mais elle se rend compte qu'il a fait effacer sa moitié de tatouage. On apprend que Bridgette a un frère.
Bridgette retourne chez Ally avec Tutu et toutes les trois regardent un épisode de Scandal.

### Épisode 7:Pop-corn familial et une canette de vin
- États-Unis : 17 décembre 2017 sur Showtime
- France : 6 février 2018 sur Canal+ Séries
- Québec : 9 mai 2018 sur Super Écran

- États-Unis : 567 000 téléspectateurs[8] (première diffusion)

C'est le jour de repos de Bridgette et elle aimerait que Tutu s'occupe de Larry pour pouvoir aller au cinéma. Sa mère refuse et s'énerve, encore sous le coup de son histoire avec Edmond. En parallèle elle voudrait que Larry apprenne à aller sur le pot pour arrêter les couches, mais il refuse.
Bridgette emmène Larry au terrain de jeux pour enfants, puis décide d'aller rejoindre Eliza au cinéma. Larry dort pendant qu'elles regardent un film d'horreur. Mais se fait pipi dessus et Bridgette n'a plus de couche. Elles quittent donc le cinéma mais la voiture de Bridgette a été emmenée à la fourrière, car elle se gare sans arrêt n'importe où.
Pendant ce temps Tutu craque, elle va à la plage et se baigne toute habillée, puis elle va à la banque retirer tout l'argent de son compte épargne. Ensuite elle va dans un centre commercial et achète des vêtements, des bijoux et du maquillage en racontant aux vendeurs que c'est Edmond qui lui offre tous ces cadeaux. Elle finit par dépenser tout ce qui lui reste en jeux à gratter.
Bridgette veut aller à la fourrière récupérer sa voiture mais elle a oublié de nourrir Larry depuis le matin, elle s'arrête donc dans une supérette avec Eliza et Larry qui refuse toujours d'aller sur le pot. Elles partent à la fourrière en stop avec un homme plutôt louche et effrayant, mais finalement inoffensif. La fourrière est fermée (Bridgette n'a pas vérifié les horaires). Mais Larry s'y introduit par un trou et Bridgette et Eliza doivent trouver un moyen d'y entrer. Quand elles le retrouvent, il finit par aller de lui-même sur une cuvette de WC qui traînait là. Elles récupèrent la voiture.

### Épisode 8:Un déjeuner et deux tasses de café
- États-Unis : 31 décembre 2017 sur Showtime
- France : 6 février 2018 sur Canal+ Séries
- Québec : 16 mai 2018 sur Super Écran

- États-Unis : 407 000 téléspectateurs[9] (première diffusion)

Bridgette a commencé à travailler pour une société de recouvrement avec Kit-Cat, la colocataire de Nelson, et elle peut ainsi récupérer son appartement. Ses nouvelles collègues lui créent un profil Tinder. Bridgette reconnaît son père sur une des photos et prévoit un rendez-vous avec lui, dans le but de lui faire avouer ses attouchements quand elle avait sept ans.
Tutu insiste pour que Joe fasse la croisière avec elle alors qu'il n'en a pas envie. Rafi emménage avec Nelson. Bridgette se fait faire par erreur une coupe de cheveux "au bol" hideuse. Au travail, elle craque et mange plein de nourriture stockée dans la salle de repos. Elle couche de nouveau avec Casey, qui en est heureux, mais elle finit par le virer de chez elle car il est trop prévenant.